# Private Eyes (canción de Hall & Oates)
«Private Eyes»  es un sencillo de 1981 del dúo estadounidense Daryl Hall & John Oates y la canción principal de su álbum homónimo.
La canción fue número uno en el Billboard Hot 100 durante dos semanas, del 7 al 20 de noviembre de 1981.
El sencillo fue certifcado oro en Estados Unidos por la Recording Industry Association of America (RIAA) y en Canadá por Music Canada.

## Información de la canción
La melodía de "Private Eyes" fue escrita por Warren Pash y Janna Allen, con arreglos y acordes de Daryl Hall. 
En una entrevista con American Songwriter, Daryl Hall declaró: "Esa es una verdadera canción de Janna Allen. Warren Pash y Janna escribieron la mayor parte de la canción, y yo la tomé y cambié los acordes. Sara Allen y yo escribimos las letras. Es una verdadera canción familiar, las hermanas Allen y yo".

## Posicionamiento en listas
| Listas (1981)                       | Máxima posición |
| ----------------------------------- | --------------- |
| Bélgica (Flandes) (Ultratop 50)     | 38              |
| Canadá (RPM Top Singles)            | 6               |
| Estados Unidos (Billboard Hot 100)  | 1               |
| Estados Unidos (Adult Contemporary) | 33              |
| Estados Unidos (Mainstream Rock)    | 33              |
| Nueva Zelanda (Recorded Music NZ)   | 19              |
| Reino Unido (UK Singles Chart)      | 32              |
| Sudáfrica (Springbook Chart)        | 14              |

## Personal
- Daryl Hall - voz principal, teclados, sintetizador
- John Oates - coros, guitarra rítmica
- John Siegler - bajo
- Mickey Curry - batería
- G.E. Smith - guitarra líder